# آنتونیو سوارس
آنتونیو سوارس (اسپانیایی: Antonio Suárez‎; ۲۰ مهٔ ۱۹۳۲ – ۶ ژانویهٔ ۱۹۸۱) دوچرخه‌سوار اهل اسپانیا بود. وی در مسابقات تور دو فرانس شرکت کرده است.